# Chaku-Chaku
Chaku-Chaku (jap. stetig, kontinuierlich) ist ein aus dem japanischen stammender Begriff für Arbeitssysteme, in denen Menschen Werkstücke in einer vorgegebenen Reihenfolge zu einem Betriebsmittel bringen, dieses bestücken und nach Ablauf des weitgehend automatisierten Prozesses zur nächsten Maschine befördern und dieses mit dem zuvor bearbeiteten Werkstück bestücken (vergl. Objektprinzip). Typischerweise werden daher die Wegstrecken zwischen den Maschinen minimal gehalten und es entstehen U- oder Ω-förmige Arbeitssysteme, bei denen die Arbeitsperson jede der Stationen bedienen kann (Mehrstellenarbeit). Zumeist kann an den Stationen ein kleiner Pufferbestand vorgehalten werden, in denen ein bearbeitetes Werkstück kurzzeitig warten kann.
Das Ziel eines solchen Systems ist die Flexibilisierung der Systemleistung, da diese mit zunehmendem Personal fast so gesteigert werden kann, dass die Personenproduktivität gleich bleibt. Gleichzeitig führt der Verzicht auf komplizierte Fördertechnik durch den Einsatz flexiblen Personals eine Verbesserung der Prozesssicherheit.
Chaku-Chaku stellt eine sehr technische Ausprägung des One-Piece-Flows dar und wird zur Erhöhung der Prozesszuverlässigkeit oft mit Poka-Yoke-Maßnahmen zusätzlich gesichert.

## Kritik
Die Einführung von Chaku-Chaku erfordert keine ausgebildeten Fachleute, da die Bearbeitungen in der Maschine weitgehend automatisiert sind. Durch dieses Deskilling können ungelernte Arbeitskräfte eingesetzt und Fachkräfte abgebaut werden. Damit kann ein erhöhter Druck auf Beschäftigte und eine zunehmende Gefährdung ihrer Gesundheit einhergehen. Die Monotonie der Arbeit erhöht zusätzlich die Unfallgefahr.

## Optimierungen
Ein möglicher Bestandteil im Zusammenhang mit Chaku-Chaku ist Hanedashi. Dies bedeutet den automatischen Auswurf eines fertig bearbeiteten Teils und bildet die Grundlage für die Implementierung des Chaku-Chaku-Prinzips. Die Maschine stellt sich daraufhin wieder so ein, dass sie wieder von einem Menschen bestückt werden kann. Die Ersparnis ist der Puffer, wodurch das Handling weiter reduziert wird, wodurch gleichzeitig der Zeitaufwand reduziert und die Prozesssicherheit erhöht wird (weniger Handhabung). Da die Anlage schneller  bestückt werden kann, resultiert hieraus ebenfalls eine höhere Maschinenkapazität. Ein bekanntes alltägliches Beispiel für ein Hanedashi sind Kaffeekapsel- und Padmaschinen. Den gleichen Effekt haben Drehtische mit mehreren Aufspannvorrichtungen, wo eine leere Station auf die Aufnahme wartet. Diese Konfiguration verhindert außerdem, dass im Bereich der Werkzeugmaschine gearbeitet werden muss.